# Nord Littoral
Nord Littoral è quotidiano francese fondato a Calais nel 1944. È diffuso principalmente a Calais e nelle località della Côte d'Opale.

## Storia
Il giornale fu fondato 23 dicembre 1944 da alcuni dirigenti della Resistenza locale guidati da Jean Baratte.

## Settimanali del gruppo
- La Semaine dans le Boulonnais
- L'Avenir de l'Artois
- L'Écho de la Lys
- L'Indicateur des Flandres
- Le Journal des Flandres
- Le Phare dunkerquois
- Les Échos du Touquet
- Le Journal de Montreuil
- Le Réveil de Berck